# Barbara Lippens
Barbara Lippens (* 1964) ist eine ehemals belgische und später spanische Tischtennis-Nationalspielerin. In den 1980er Jahren wurde sie mehrmals belgischer Meister und nahm an drei Weltmeisterschaften teil.

## Karriere
Barbara Lippens ist Abwehrspielerin. Sie holte mehrere Titel bei den nationalen belgischen Meisterschaften, etwa 1981 im Einzel und Doppel sowie 1982 im Einzel. Anfang der 1980er Jahre spielte sie in Deutschland beim Bundesligaverein Post SV Düsseldorf und schloss sich 1981 dem TSV Kronshagen an, mit dem sie 1983 deutscher Meister wurde. 1983 wechselte sie zum ATSV Saarbrücken und 1984 zu den Reinickendorfer Füchsen in die 2. Bundesliga Nord, wo sie am Aufstieg in die 1. Bundesliga mitwirkte.
1981 und 1983 startete Barbara Lippens bei den Weltmeisterschaften für Belgien, von 1978 bis 1984 nahm sie an vier Europameisterschaften teil. Im Januar 1984 wurde sie in der Europarangliste auf Platz 20 geführt.
Wegen Differenzen mit dem belgischen Tischtennisverband übersiedelte sie 1986 nach Sevilla und spielte fortan unter spanischer Flagge, so auch bei der Weltmeisterschaft 1987 und bei der Europameisterschaft 1988.

## Turnierergebnisse
| Verband | Veranstaltung       | Jahr | Ort       | Land | Einzel    | Doppel        | Mixed | Team |
| ------- | ------------------- | ---- | --------- | ---- | --------- | ------------- | ----- | ---- |
| ESP     | Europameisterschaft | 1988 | Paris     | FRA  |           | Viertelfinale |       |      |
| ESP     | Mittelmeer-Spiele   | 1987 | Latakia   | SYR  | 3. Platz  |               |       |      |
| ESP     | Weltmeisterschaft   | 1987 | New Delhi | IND  | letzte 64 | letzte 64     | Qual  |      |
| BEL     | Weltmeisterschaft   | 1983 | Tokio     | JPN  | letzte 32 | letzte 16     | Qual  | 18   |
| BEL     | Weltmeisterschaft   | 1981 | Novi Sad  | YUG  | letzte 64 | letzte 16     | Qual  | 25   |